# 拉波韦达德索里亚
拉波韦达德索里亚，是西班牙卡斯蒂利亚-莱昂索里亚省的一个市镇。总面积64平方公里，总人口123人（2001年），人口密度2人/平方公里。